# Antoni Kilian Sebastian Rozwadowski
Antoni Kilian Sebastian Rozwadowski herbu Trąby (ur. 1794 lub 1795, zm. 21 lipca 1855 w Meteniowie) – polski oficer.

## Życiorys
Urodził się w 1794 lub w 1795. Wywodził się z gałęzi szlacheckiej rodu Rozwadowskich herbu Trąby. Był prawnukiem Macieja (ur. 1647, podstoli radomski), wnukiem Ignacego (1702-1777), najstarszym synem Kazimierza (ur. 1748 lub 1757, zm. 1836, pułkownik wojsk polskich) i Anny z domu Golejewskiej herbu Kościesza (córka Józefa, brygadiera wojsk polskich). Miał braci Wincentego (1799-1849, rotmistrz wojsk polskich, powstaniec listopadowy), Erazma (1806-1880, porucznik wojsk polskich), Wiktora (1812-1858, porucznik wojsk polskich, powstaniec listopadowy, ojciec Tomisława). Jego rodzina mieszkała w Różyskach.
Mając 14 lat wstąpił w szeregi 8 pułku ułanów Armii Księstwa Warszawskiego pod dowództwem swojego ojca i odbył kampanię galicyjską podczas wojny polsko-austriackiej 1809. Następnie kształcił się w szkole artylerii. W 1811 został mianowany podporucznikiem w 8 pułku ułanów już pod dowództwem ks. płk. Dominika Radziwiłła. W tym stopniu brał udział w inwazji na Rosję w 1812, służąc w przedniej straży armii Napoleona I. Walczył w kolejnych bitwach kampanii od Dzisny po Moskwę. W tym okresie został kilkakrotnie ranny, a pod nim zabito dwa konie. 18 października 1812 pod Moskwą stracił lewe oko w wyniku postrzału. Podczas odwrotu armii 12 grudnia nad Niemnem został wzięty do niewoli rosyjskiej. Po 17 miesiącach powrócił na ziemie polskie. Za czyny z wojny w 1812 został odznaczony francuską Legią Honorową i Krzyżem Złotym Orderu Virtuti Militari.
W 1815 udał się do Warszawy i został porucznikiem 1 pułku strzelców konnych Wojska Polskiego Królestwa Kongresowego. W 1818 wnioskował o dymisję i wrócił do Galicji. Był panem na Turówce. 
W 1825 przystąpił do Związku Patriotycznego. Po wybuchu powstania listopadowego 1830 wraz z trzema braćmi został wyprawiony przez ojca do liniowej służby wojskowej. Opuścił dom w grudniu 1830 i wstąpił do 10 pułku jazdy lubelskiej. W stopniu kapitana walczył dowodząc 5 i 6 szwadronem pułku w składzie Korpusu Żymierskiego. Uczestniczył w bitwie pod Białołęką (24 lutego 1831), bitwie o Olszynkę Grochowską (25 lutego 1831). Następnie przeszedł do służby w macierzystym 1 pułku strzelców konnych, walczył w bitwie pod Lubartowem (10 maja 1831). Później został skierowany do Kielc w sile 320 ludzi, po czym mianowany przez gen. Jana Weyssenhoffa komendantem placu w Nowym Mieście (Korczyn), gdzie nadzorował też formujące się w pobliżu oddziały Legii Nadwiślańskiej. Na żądanie ks. Henryka Lubomirskiego objął dowództwo nad Legią Nadwiślańską. Został awansowany na stopień majora przez gen. Samuela Różyckiego. Następnie z oddziałem skierował się do Krakowa, gdzie odbył kwarantannę choleryczną w Podgórzu, po czym wrócił do domu.
W trakcie powstania krakowskiego 1846 nie uczestniczył w spiskach, a mimo tego został aresztowany. W czasie Wiosny Ludów był komendantem Gwardii Narodowej w Tarnopolu i organizatorem tejże na obszarze obwodu tarnopolskiego.
W 1822 ożenił z baronową Teklą Antoniną Czechowicz herbu Ostoja (córką br. Jana Czechowicza na Pałachiczach). Mieli dzieci: Kazimierza (ur. 1831), Justynę (ur. 1835, żona Włodzimierza Rozwadowskiego), Bolesława (ur. 1842).  
Zmarł 21 lipca 1855 w Meteniowie. Został pochowany na cmentarzu w Zborowie.